# 野外説教

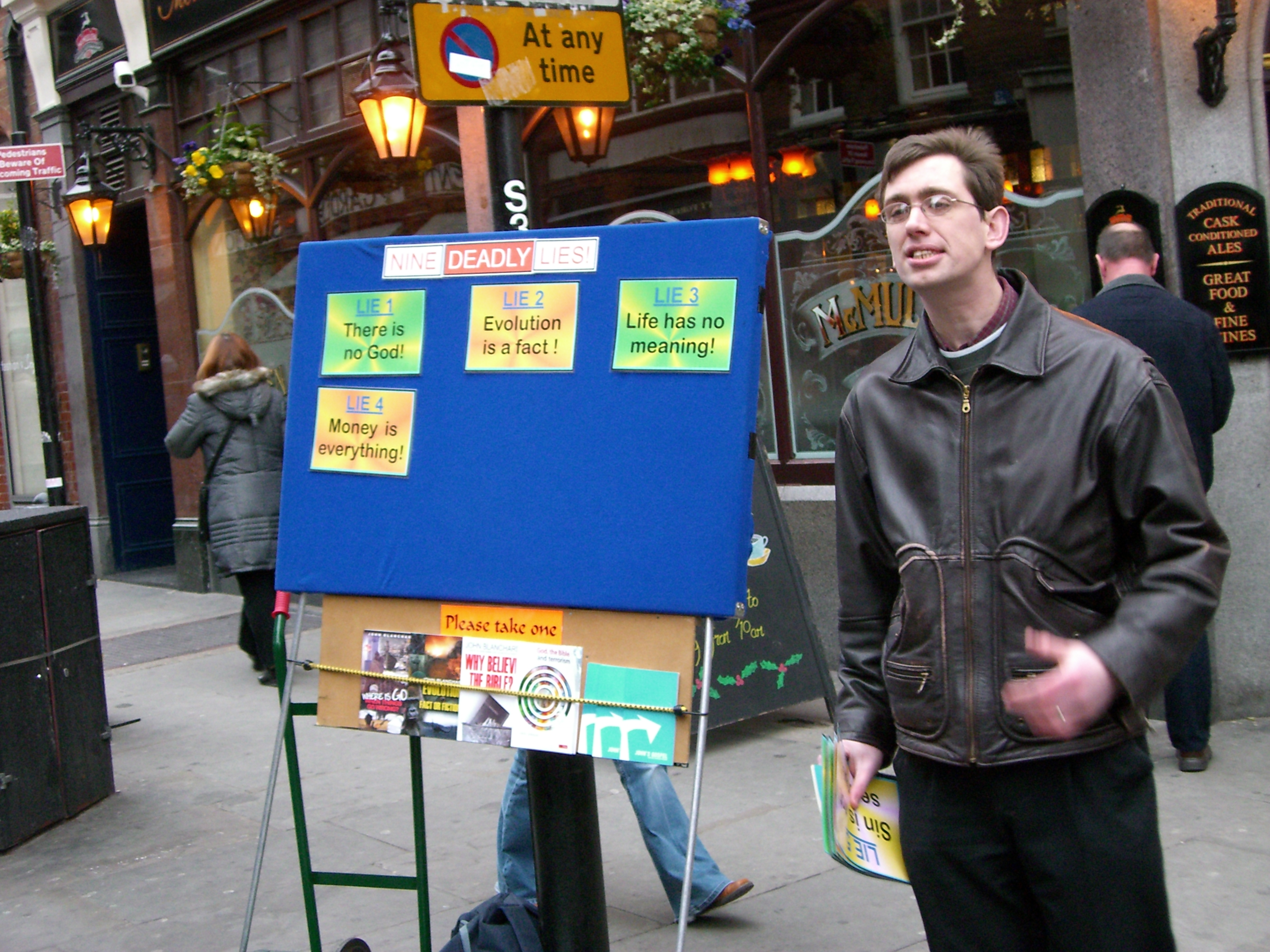
コヴェント・ガーデン の路傍伝道

野外説教、屋外説教、路傍伝道、（Open air preaching、street preaching）とは、公の場で福音伝道メッセージを宣言することである。それは、宗教的、社会的なメッセージを伝えるための古来の方法であったが、今日、通常はキリスト教根本主義、福音主義、福音派と結び付けられる。活動に軍隊用語を使う救世軍は「野戦」「夜襲」（夜に行われる野外説教）と呼ぶ。
ギターやブラスバンドなどの楽器演奏や賛美歌・ゴスペル・プレイズ&ワーシップソングの歌唱、タンバリンやフラッグなどを使ったダンス、トラクトなどの文書配布（文書伝道）などを伴うこともある。

## 歴史

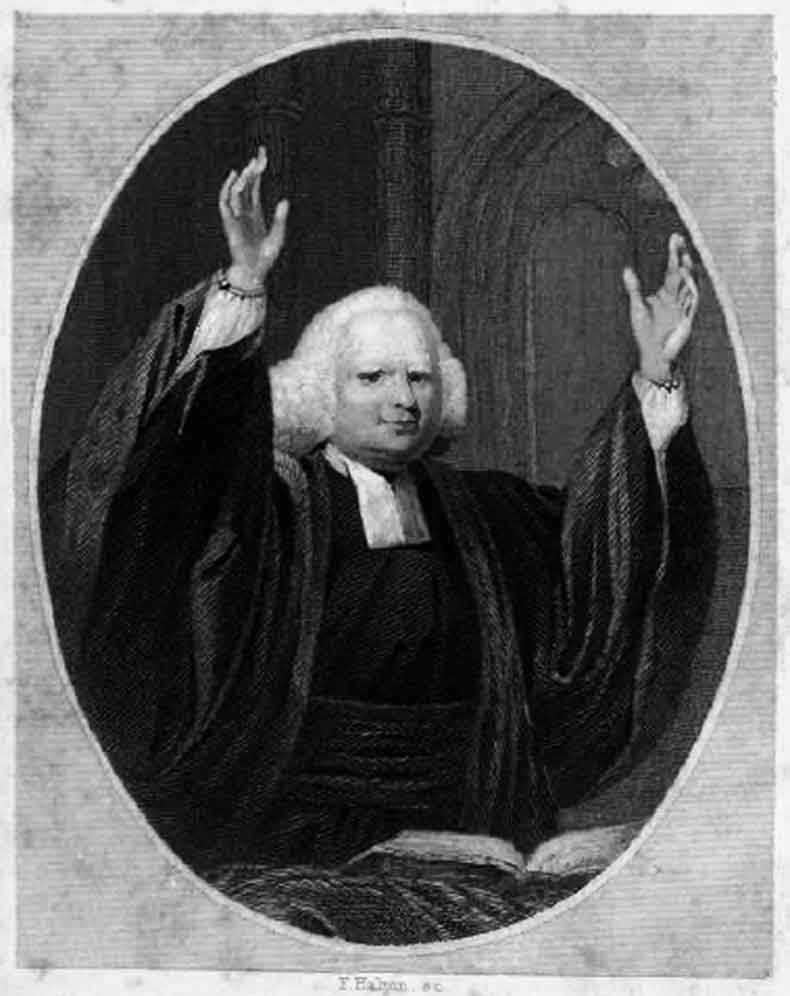
ジョージ・ホウィットフィールド

有名なメソジストの説教者、ジョン・ウェスレーとジョージ・ホウィットフィールドは、屋外で説教をした。それは多くの建物よりも、大群衆を集めることを可能にした。この辻説法は大いに当時の世論を刺激した。
聖書の例では、ニネベに行き、しぶしぶながら神のメッセージ 「もう四十日すると、ニネベは滅ぼされる。（ヨナ3:4）」と伝えたヨナの記事がある。他の例は、主イエス・キリストの山上の説教（マタイによる福音書5-7章）、使徒パウロのアテネ人への説教（使徒の働き17章）である。